# 島田誠 (歴史学者)
島田 誠（しまだ まこと、1955年 - ）は、日本の歴史学者。学習院大学文学部教授。専門は西洋古代史。共和政ローマ末期から帝政ローマ中期までを中心に研究する。

## 来歴
- 1974年　岡山県立岡山朝日高等学校卒業
- 1980年　東京大学文学部西洋史学科卒業
- 1988年　東京大学大学院人文科学研究科西洋史学専攻博士課程単位取得退学
- 1990年　東洋大学文学部講師
- 1996年　東洋大学文学部助教授
- 1998年　学習院大学文学部教授

## 著書

### 単著
- 『古代ローマの市民社会』 山川出版社 1997年
- 『コロッセウムからよむローマ帝国』 講談社選書メチエ 1999年

### 共著
- 『ギリシアとローマ古典古代の比較史的考察』河出書房新社 1988年
- 『現代歴史学の名著』中央公論社 1989年
- 『岩波講座世界史５　帝国と支配、古代の遺産』「皇帝礼拝と解放奴隷」岩波書店 1998年
- 『岩波講座天皇と王権を考える１　人類社会の中の天皇と王権』「ローマ帝国の王権」岩波書店 2002年
- 『西洋古典学の明日へ―逸身喜一郎教授退職記念論文集』「世紀競技祭ludi saecularesとアウグストゥス」知泉書館 2010年
- 『歴史遊学』山川出版社 2001年、2011年（増補版）

## 註釈
1. ↑  プロフィール（学習院大学文学部史学科）より。以下の来歴も同様